# Куджула Кадфиз

Монета Куджулы Кадфиза в римском стиле, легенда на кушанском:
Аверс: ΚΟΖΟΛΑ ΚΑΔΑΦΕϹ ΧΟϷΑΝΟΥ ΖΑΟΟΥ («Kozola Kadaphes Koshanou Zaoou»): «Кудхуда Кадфиз, правитель Кушан».
Реверс: надпись на кхароштхи: KHUSHANA YAUASA KAPHASA SACHA DHARMATIDASA «Кудхуда Кадфиз правитель кушан, Благочестивый („Дхарма“)».

Куджула Кадфиз (Киоцзюкю) (1 год до н. э. — 80 год н. э., бактр. Κοζουλου Καδφιζου, Κοζολα Καδαφες，кхароштхи: Kujula Kasasa; древнекитайский: 丘就卻, Qiujiuque) — первый правитель Кушанского царства, о времени правления которого ведутся споры. Дед (по другой версии — прадед) царя Канишки. Правил, по одним оценкам, в 30—80 годах н. э., а по другим — 40—90 годах н. э., как указывает шри-ланкийский историк Bopearachchi. Он объединил конфедерацию юэчжи в I веке н. э. и стал первым императором-основателем Кушанской империи. Рабатакская надпись называет его великим дедом великого царя Канишки.
Наиболее распространены оценки его правления 20 (или 30) — 80 год. Он жил около 80 лет, год его рождения оценивается как 1 год до н. э.
Первоначально он был удельным князем одного из пяти племён юэчжи (Кушан, Гуйшуан), место его обитания оценивают как окрестности Бекабада в Северном Узбекистане, потом он подчинил остальные четыре княжества[какие?], а потом предпринял поход на Бактрию и занял её столицу Ланьши (сейчас городище Шахринау в 45 км к западу от Душанбе) и утвердился в Трансоксании. По свидетельствам Помпея Трога и Страбона, в то время племя асиев выдвинулось из тохаров и их победило. Отсюда берётся предположение, что Куджула Кадфиз возглавлял племя асиев.
В 47 году Куджула Кадфиз отразил агрессию парфянского принца и предпринял поход против подвластного Парфии царства Гаофу (южный берег Амударьи, современный Афганский Туркестан).
Предположительно он заключил союз с царём Гаофу Гереем (Гермеем, Гераем; Heraios), который хотел объединить земли против Парфии и помог ему создать большое независимое царство. На монетах того времени Куджула Кадфиз изображён на обратной стороне как удельный князь при царе царей Гермее, причём такие монеты распространены только к югу от Амударьи, что говорит о том, что он продолжал управлять своим независимым царством.
После смерти Гермея Куджула Кадфиз смог занять его трон.
Где-то в период между 50 и 70 годами Куджула Кадфиз предпринял поход на большое царство Цзибинь (Гибинь) в Северной Индии и занял его. Кроме того, он уничтожил царство Пуду.
Собственных монет Куджула Кадфиз не чеканил, но в это время было выпущено огромное число медных монет с надписью «Царь Царей Великий Спаситель» («Сотер Мегас»), которых до нашего времени сохранилось десятки тысяч. Монет было настолько много, что они имели хождение в Афганистане даже в XX в. Предположительно Куджула Кадфиз присвоил себе этот титул (Великого Освободителя), не рискуя называть себя в индийском и греческом мире кушанским именем.
Ему наследовал сын Вима Кадфиз уже в пожилом возрасте (по другой гипотезе преемником стал Вима Такто).

## Альтернативные версии
Данные версии основаны на других интерпретациях монет и надписей
1. Никакого Герея (Герая, Гермея) не существовало, а Куджула Кадфиз подделывал монеты более древнего бактрийского царя Герея для повышения своей авторитетности.
2. Сотером Мегасом был сын Куджулы Кадфиза Вима Такто, а уже сыном Вимы Такто был Вима Кадфиз — в пользу этого Рабатакская надпись, однако имеются и возражения.
3. Был царь Герей[англ.], отец Куджулы Кадфиза, который выпускал монеты как кушанский царь.